# Dąbrówka Górna (województwo opolskie)
Dąbrówka Górna (niem. Dombrowka, od 1938 Eichtal) – wieś w Polsce położona w województwie opolskim, w powiecie krapkowickim, w gminie Krapkowice.

## Nazwa
W 1295 w kronice łacińskiej Liber fundationis episcopatus Vratislaviensis (pol. Księga uposażeń biskupstwa wrocławskiego) miejscowość wymieniona jest jako Dambrona Goziconis. Polską nazwę Dąbrówka oraz niemiecką Dombrowka wymienia również w 1896 roku śląski pisarz Konstanty Damrot. W okresie hitlerowskiego reżimu w latach 1934-1945 miejscowość nosiła nazwę Eichtal. Działał tu wtedy obóz pracy dla Żydów, który upamiętnia ruina pomnika.

## Historia
Pierwszy raz Dąbrówka jest wspominana w dokumencie sprzedaży z 1393 (odpis niemiecki z 1770). Herfert von Pause, rycerz Władysława Opolczyka, za jego zgodą i bez uszczerbku na należnościach księcia, sprzedał ziemię braciom Adamowi i Janowi Bees. Z racji niemieckiej pisowni (duża litera) nie wiadomo, czy w akcie sprzedaży chodzi o las dębowy (dąbrowę) czy o wieś zwaną Dąbrówka.
W 1490 r. wieś kupiła rodzina Rogoysky z Moraw, będąca również właścicielem leżącego niedaleko zamku w Rogowie Opolskim. Pierwotna budowla obronna została zrujnowana podczas wojny trzydziestoletniej. W jej miejscu rodzina Rogoysky postawiła dwór.
Po wojnach śląskich i przyłączeniu Śląska do Prus Rogoyscy jako katolicy zostali zmuszeni do emigracji. Osiedlili się w Galicji, wówczas należącej do monarchii Habsburgów.
Nowymi właścicielami Dąbrówki została protestancka rodzina von Dalwig. W latach 1850–1945 należała ona do rodu von Teichmann–Logischen. 

## Zabytki
Do wojewódzkiego rejestru zabytków wpisany jest:
- zespół pałacowy, z poł. XVII w., XVIII w., XX w.:
  - Pałac w Dąbrówce Górnej
  - park

inne zabytki
- - dwie bramy wjazdowe i budynek bramny do zespołu, na którym przypadkowo odkryto napis z 1912 r. w języku niemieckim: To, co trzymam w ręku, trzymam mocno oraz herby von Teichmann-Logischen (L) i Hoenika (P) poza rejestrem
  - ruiny zabudowań gospodarczych zespołu, m.in. chłodni i cegielni z XIX wieku obecnie czekają na rozbiórkę, poza rejestrem
- figura św. Nepomucena z 1719 r. - XVIII wieku, ufundowana przez Wacława Rogoyskego.

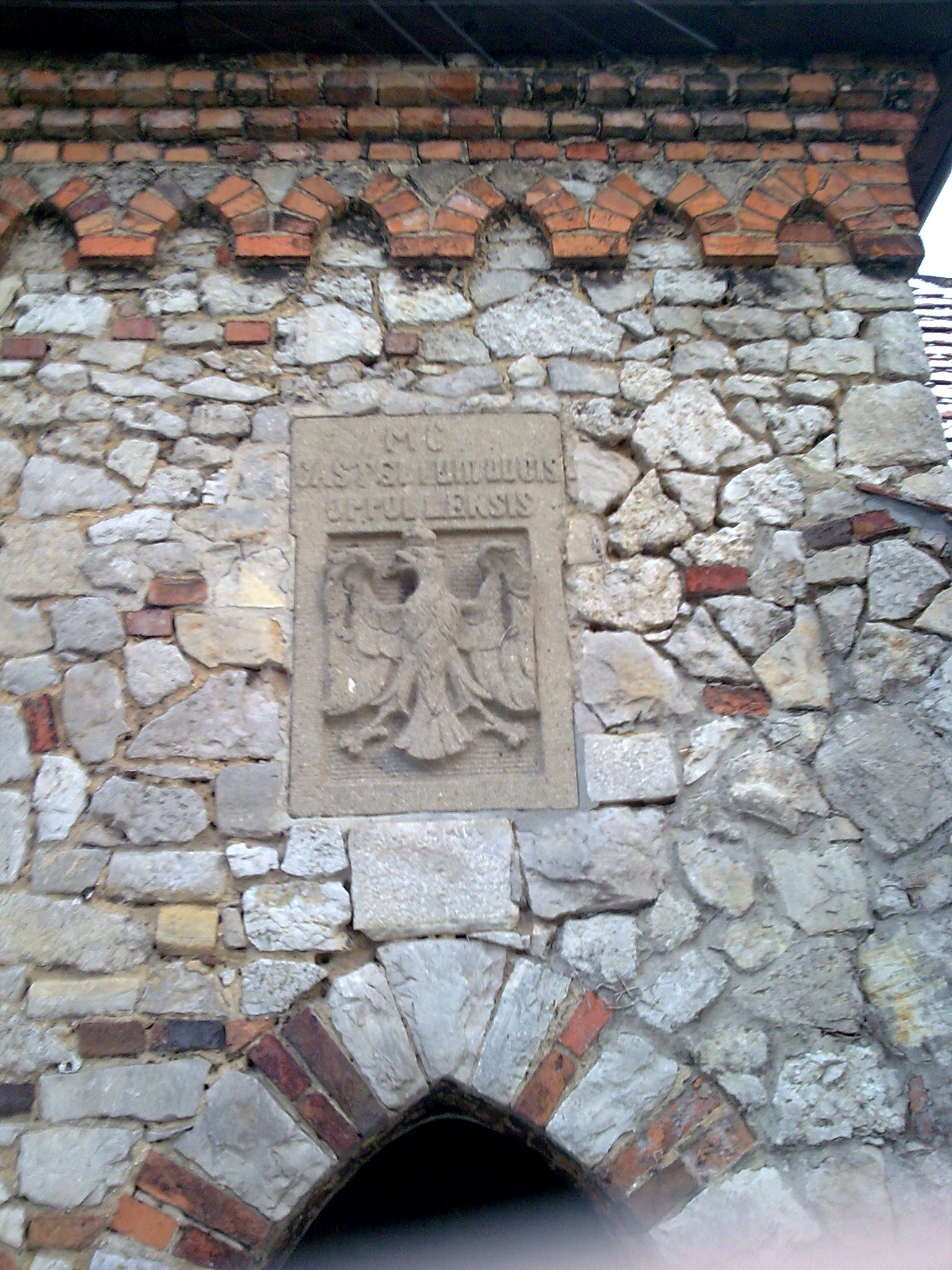
Herb opolskiego na bramie
Herb opolskiego
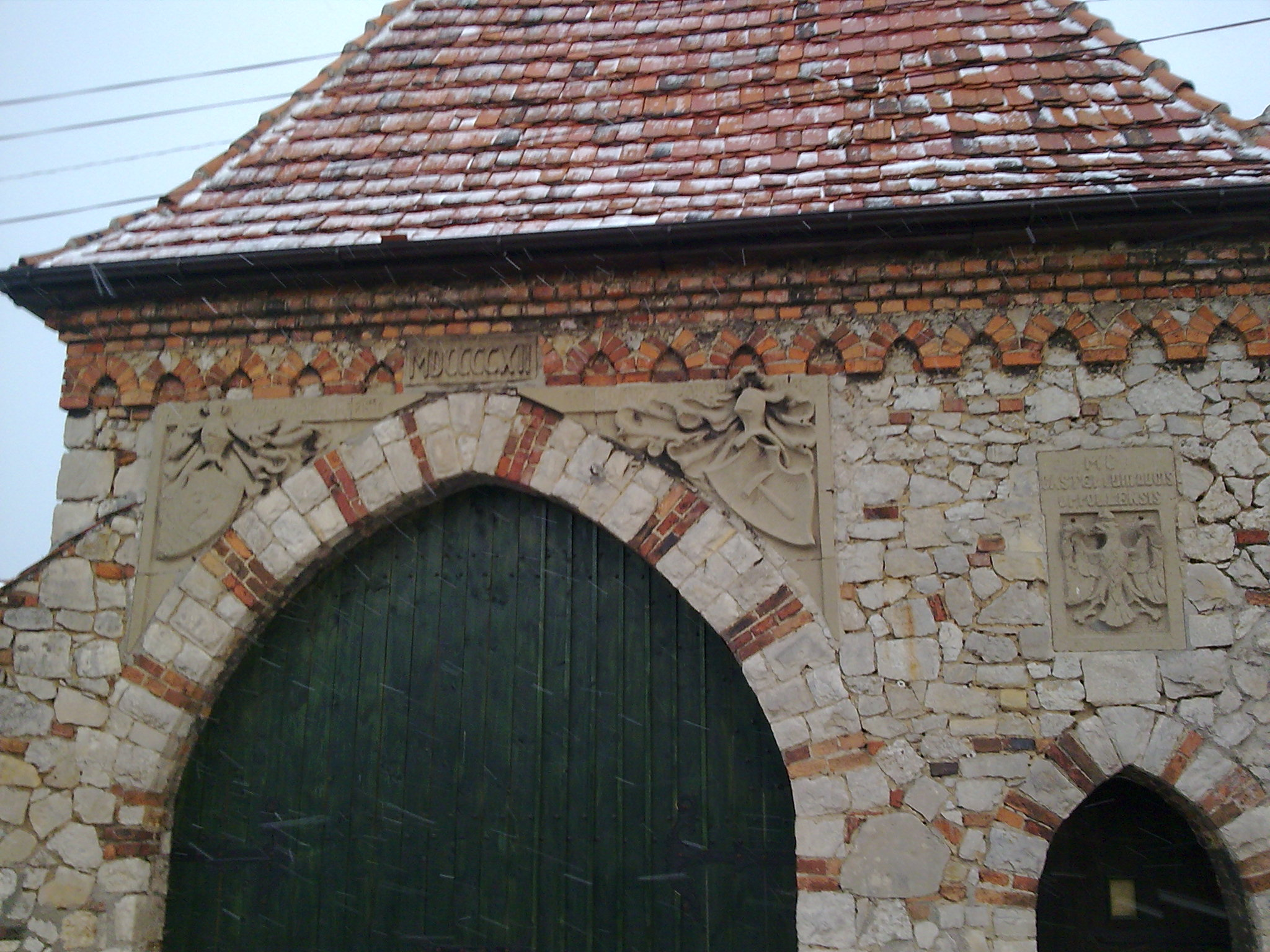
Brama z herbami Teichmannnm Hoenika
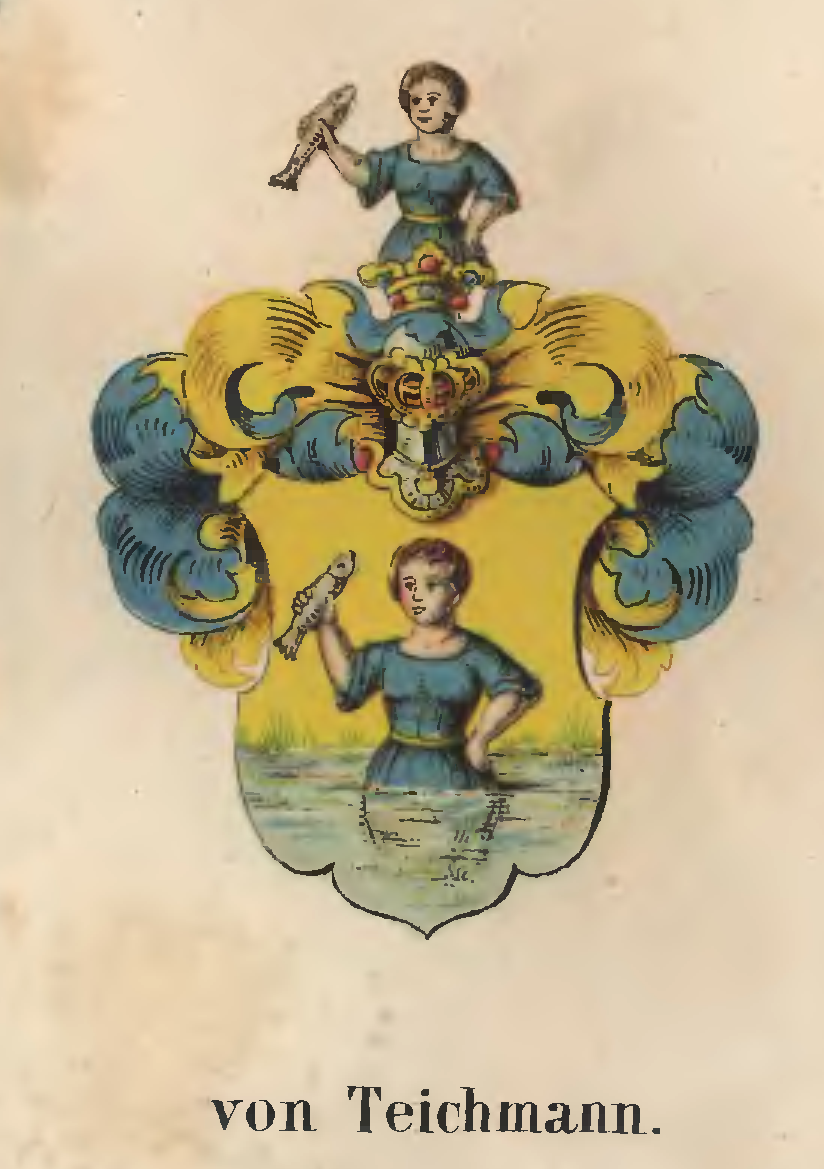
Herb von Teichmannn
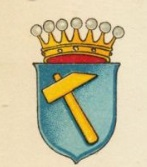
Herb von Hoenika
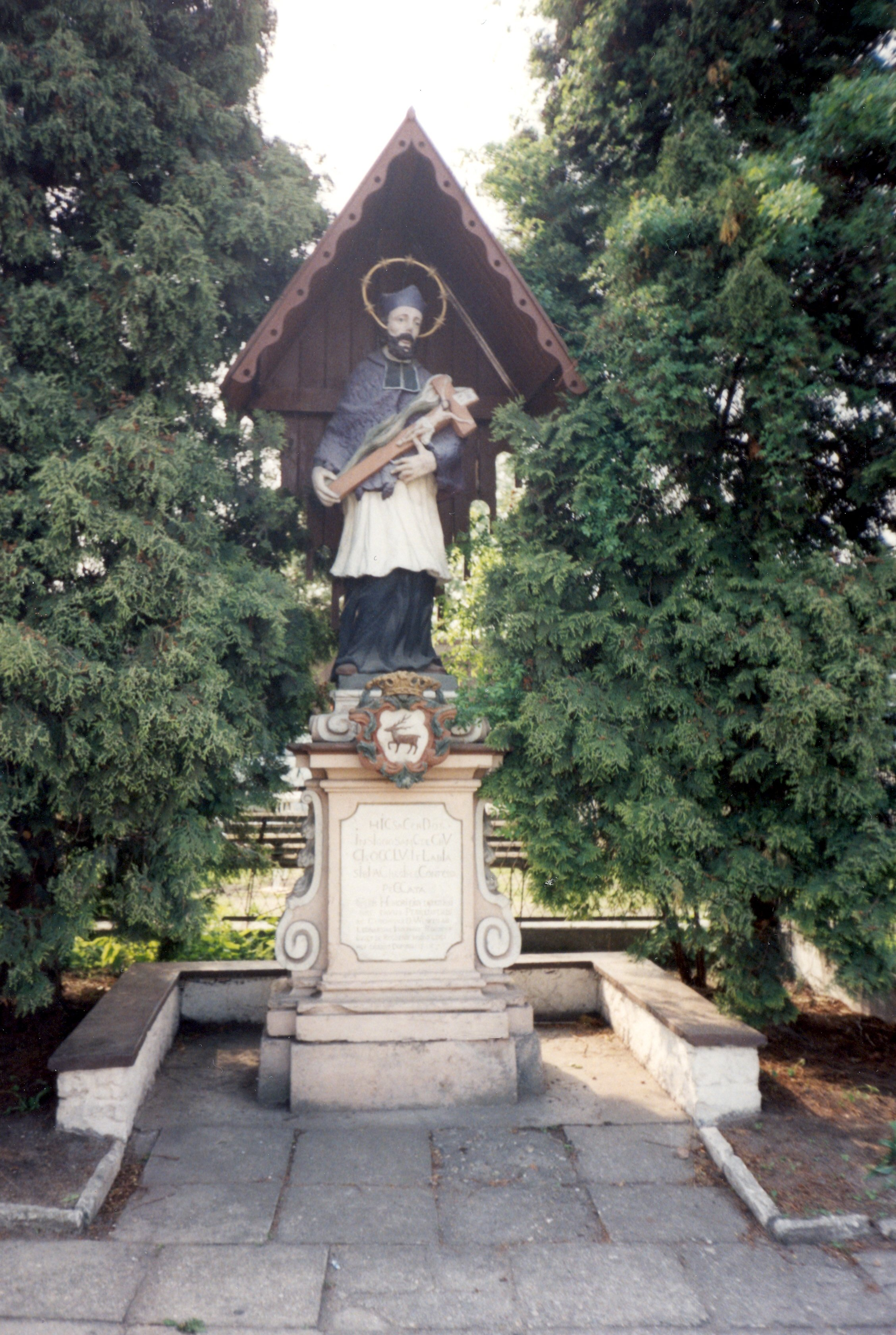
Figura św. Nepomucena
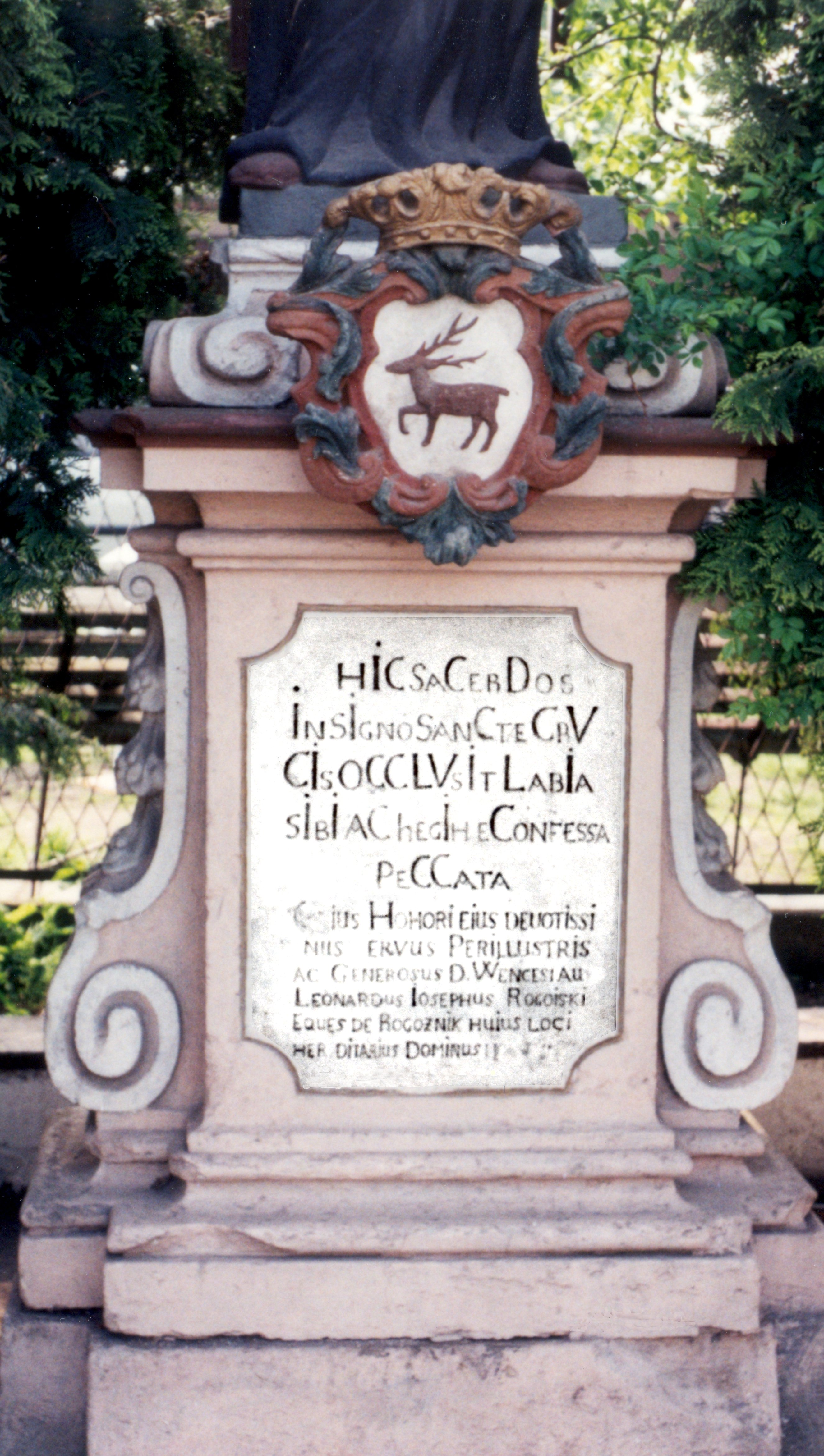
Herb Brochwicz W. Rogoyskiego
Herb Brochwicz W. Rogoyskiego